# Sisteron

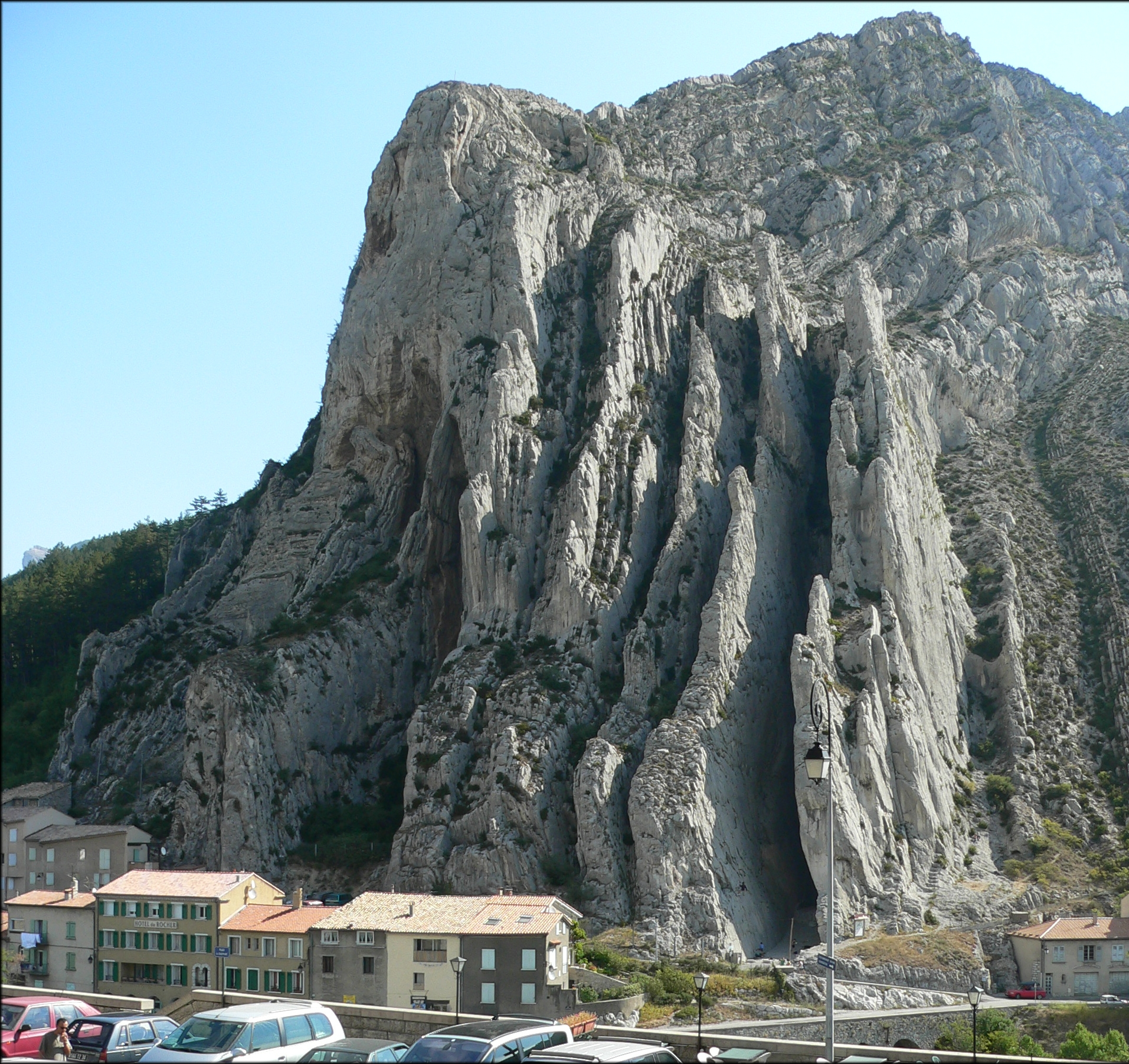
Skała Sisteron

Sisteron – miejscowość i gmina we Francji, w regionie Prowansja-Alpy-Lazurowe Wybrzeże, w departamencie Alpy Górnej Prowansji.

## Położenie
Położone jest u ujścia rzeki Buëch do Durance, w miejscu, w którym ta druga przebija się wąskim przełomem (fr. la cluse) w poprzek wąskiego, wysokiego grzbietu, przekraczającego na wschód od miasta wysokość 1000 m n.p.m. (Montagne de la Baume, 1147 m n.p.m.).
Obecnie przez Sisteron, równolegle do koryta Durance, biegną: autostrada A51 z Aix-en-Provence do Gap, linia kolejowa Awinion - Pertuis - Gap oraz droga D4085 (wszystkie pokonują przełomowy odcinek tunelami).

## Historia
Miasto rozwinęło się ze strażnicy, strzegącej jednego z nielicznych mostów na Durance, leżącego na szlaku wiodącym z Prowansji ku alpejskim przełęczom. Strażnicę przebudowano z czasem w potężną twierdzę. Był w niej więziony od maja 1638 do wiosny 1639 roku Jan Kazimierz, niedoszły wicekról Portugalii, przyszły król Polski.

## Demografia
Według danych na rok 1990 gminę zamieszkiwały 6594 osoby, a gęstość zaludnienia wynosiła 131 osób/km² (wśród 963 gmin regionu Prowansja-Alpy-W. Lazurowe Sisteron plasuje się na 103. miejscu pod względem liczby ludności, natomiast pod względem powierzchni na miejscu 149.).
W miejscowości działa Aeroklub Sisteron.

## Miasta partnerskie
- Fidenza, Włochy
- Herbolzheim, Niemcy
- Oliva, Hiszpania